# Carola de Vasa
Titre
Reine consort de Saxe
29 octobre 1873 – 19 juin 1902
(28 ans, 7 mois et 21 jours)
Carola de Vasa (née le 5 août 1833 au château de Schönbrunn et morte le 15 décembre 1907 à Dresde) est une princesse de Suède et, par mariage, la dernière reine consort de Saxe en tant qu'épouse du roi Albert de Saxe.

## Biographie

### Une grand-mère exemplaire
La princesse Carola de Vasa est la fille de l'ancien prince héritier Gustave de Suède, qui prit le titre de  prince de Vasa (ou Wasa), et de la princesse Louise de Bade, fille du grand-duc Charles II de Bade et de Stéphanie de Beauharnais, princesse impériale. Elle est en outre la petite-fille du roi Gustave IV Adolphe de Suède - destitué en 1809 - et de Frédérique de Bade (sœur du grand-duc Charles II de Bade).  
Le prince de Vasa, ne pouvant régner en Suède, devient officier dans l'armée autrichienne. Il est favorablement reçu dans le cercle de l'archiduchesse Sophie de Bavière, mère de l'empereur François-Joseph Ier, sa cousine germaine qui donnait le ton à la cour de Vienne. Les rumeurs prétendirent qu'ils avaient été amants. La mère de la princesse était une cousine éloignée du prétendant bonapartiste, le futur Napoléon III. Mariés pour des raisons purement dynastiques, le prince et la princesse de Vasa ne s'entendirent pas. Ils divorcèrent en 1843 et vécurent des aventures amoureuses sans lendemain qui firent scandale. 
En revanche, la grand-mère maternelle de la princesse Carola n'est autre que Stéphanie de Beauharnais, la fille adoptive de l'empereur des Français Napoléon Ier, veuve à 29 ans du grand-duc Charles II de Bade dont elle avait trois filles. Cette « Napoléonide » catholique au sein d'un monde princier et protestant, s'acquit l'estime et le respect des princes allemands pour la droiture de sa vie.
À leur tour, ses filles se convertirent au catholicisme et Carola se convertit également au grand dam de son père.

### Une princesse convoitée
Dès le début des années 1850, Carola est considérée comme l'une des plus belles princesses royales d'Europe.
Dernière descendante et héritière des ex-rois de Suède (déchus en 1809), les prétendants ne manquaient pas même si elle ne pouvait prétendre à un mariage royal.
Cependant, il y eut des projets pour qu'elle épouse Napoléon III, empereur des Français, son cousin par sa grand-mère maternelle Stéphanie de Beauharnais, qui se voyait refusé par toutes les cours d'Europe ; mais le père de Carola était contre ce mariage, en raison de la situation politique instable en France et à cause du contentieux historique entre sa famille et la monarchie napoléonienne.

### Mariage royal
En 1852, contre la volonté de son père, Carola se convertit au catholicisme et le 18 juin 1853, elle épouse à Dresde le prince Albert de Saxe. Neveu du roi Frédéric-Auguste II de Saxe qui n'avait pas d'enfant, le jeune homme était destiné à lui succéder. Le mariage est heureux mais reste stérile.
L'année suivante, la mort accidentelle du roi de Saxe assied sur le trône son frère Jean Ier de Saxe. Albert devient officiellement prince héritier.
Carola avait de bonnes relations avec sa belle-famille. En tant que princesse héritière de Saxe, elle commença ses activités en voulant répondre aux questions sociales, volonté qu'elle poursuivit une fois reine.
En 1866, elle visite les hôpitaux de campagne de la Saxe. En 1867, elle participe à la fondation de la Commission Albert, laquelle contribue aux soins médicaux de l'armée prussienne durant la guerre franco-prussienne. Pour son travail, elle fut décorée de l'ordre de Louise et de l'ordre de Sidonia. En 1871, elle accompagne Albert à Compiègne, après la défaite de la France.

### Réconciliation familiale

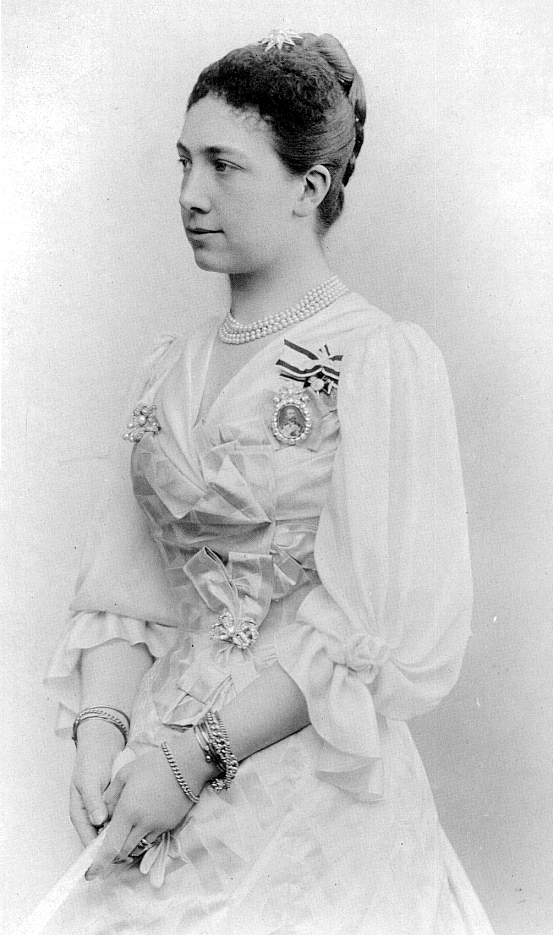
la princesse royale Victoria de Suède

En 1873, son époux devient roi de Saxe sous le nom d'Albert Ier.
Carola n'ayant pas d'enfant, la succession de la maison Vasa revenait après elle au grand-duc Frédéric Ier de Bade, fils de la princesse Sophie de Suède, tante de Carola. La fille de celui-ci, Victoria de Bade, fut demandée en mariage en 1881 par le prince royal de Suède. La sang des Vasa se mêlait à celui des Bernadotte qui leur avaient succédé sur le trône suédois.
Aussi, en 1884, sous l'égide de la princesse Victoria, épouse du prince héritier de Suède, la dynastie Vasa, destituée du trône suédois, fit-elle la paix avec la maison Bernadotte, permettant aux restes du grand-père de Carola, le roi Gustave IV Adolphe de Suède, de son père et son frère Louis d'être déposés dans la crypte royale de Stockholm.
En 1888, Carola et son époux sont autorisés à effectuer une visite officielle en Suède.

## Philanthropie
Dans le domaine social, la reine Carola apporte une contribution importante à l'organisation des soins de santé en Saxe. Elle fonde une école de nourrices au Leipziger Tor (1869), l'hôpital Carol-Haus (1878), une école de femmes à Schwarzenberg/Erzgeb (1884), la maison Gustavheim pour les personnes âgées, malades et faibles à Niederpoyritz (1887). Carola devient une reine populaire. Elle devient veuve en 1902.

## Phaléristique
La reine Carola est :
- Dame de l'ordre de Louise (Empire allemand).
- 499e Dame noble de l'ordre de la Reine Marie-Louise d'Espagne (4 mars 1856).
- Dame de l'ordre de Sidonie (royaume de Saxe) (15 mars 1871).

## Hommages
À Dresde, le pont Carola est nommée en son honneur.